# Бронепоїзд № 79

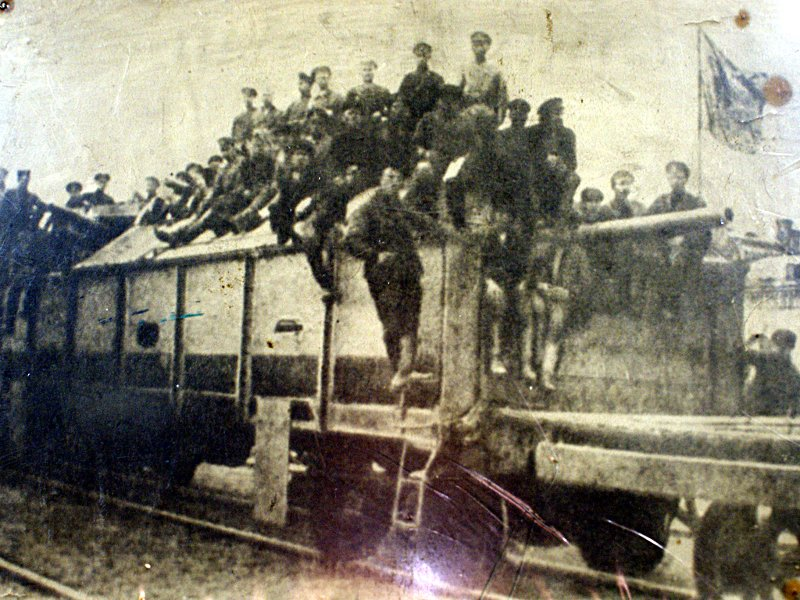

Бронепотяг № 79 — бронепотяг РСЧА, командир Охтирський.

## Історія
Бронепотяг № 79 був складений робітниками Гришинського депо в 1919 році. Бронепотяг діяв на напрямках Гришине — Авдіївка — Юзово, Гришине — Красногорівка — Юзово.
У березні 1919 року після бою у Красногоровці він переслідував бронепоїзд білих до станції Ларине, переслідування припинилося після того як противник відчепив бронеплощаку на перегоні Караванна — Ларине. Бронепотяг прорвався в глибокий тил білих і припинив переслідування.
Все це відбулося в той час коли білогвардійці намагалися розірвати стик Південного і Українського фронту.

## Технічна характеристика
Склад: паровоз ОВ, обшитий листовим залізом, 2 «Пульмани», обкладені мішками з піском. На озброєнні значилися кілька кулеметів і стара тридюймовим гармата.